# 瓦布尔-蒂扎克
瓦布尔-蒂扎克（法語：Vabre-Tizac，法語發音：[vabʁ tizak]）是法国阿韦龙省的一个旧市镇，由瓦布尔（Vabre）和蒂扎克（Tizac）两村庄组成，属于鲁埃格自由城区。2016年，瓦布尔-蒂扎克与临近的2个市镇合并为新市镇下塞加拉。

## 地理
瓦布尔-蒂扎克（44°16'15"N, 2°8'59"E）面积22.67 平方千米，位于法国奧克西塔尼大區阿韦龙省，该省份为法国南部内陆省份，位于法國中央高原南部，北起顺时针与康塔爾省、洛泽尔省、加尔省、埃罗省、塔恩省、塔恩-加龙省和洛特省接壤。
与瓦布尔-蒂扎克接壤的市镇（或旧市镇、城区）包括：莱韦克堡、拉卡佩尔布莱、莱斯屈尔雅乌勒、吕纳克、圣萨尔瓦杜、拉萨尔沃塔-佩拉莱斯。
瓦布尔-蒂扎克的时区为UTC+01:00、UTC+02:00（夏令时）。

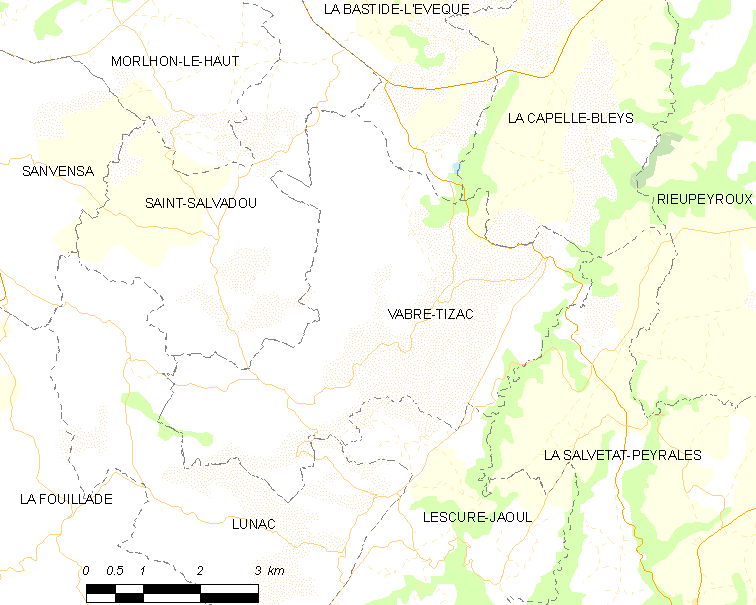
瓦布尔-蒂扎克的OSM定位图

## 行政
瓦布尔-蒂扎克的邮政编码为12240，INSEE市镇编码为12285。

## 政治
瓦布尔-蒂扎克所属的省级选区为阿韦龙-塔恩县。

## 人口

1962-2008年间瓦布尔-蒂扎克人口变化图示

瓦布尔-蒂扎克于2018年1月1日时的人口数量为393人。